# توگوزوونوو
توگوزوونوو (به لاتین: Tugozvonovo) یک منطقهٔ مسکونی در روسیه است که در سرزمین آلتای واقع شده‌است.